# Nemesis (Zeitschrift)

Ausschnitt des Titelblatts der ersten Ausgabe der Zeitschrift „Nemesis“ von 1814

Die Zeitschrift Nemesis mit dem Untertitel „Zeitschrift für Politik und Geschichte“ war ein politisches Journal und erschien ab Januar 1814 in „zwanglosen Heften“ bei Bertuch in Weimar. Insgesamt erschienen 12 Hefte. Sie wurde von dem Jenaer Geschichtsprofessor Heinrich Luden und dem Weimarer Verleger Friedrich Justin Bertuch herausgegeben, wobei Bertuch – aus Angst vor Zensur – öffentlich nicht genannt wurde. Den einzelnen Teilbänden, es erschienen zwei oder drei pro Jahr, wurden Kupferstiche vorangestellt, die bekannte Persönlichkeiten der damaligen Zeit zeigten.
Zu Beginn ganz im Zeichen antinapoleonischer Propaganda stehend entwickelte sich die Nemesis mit der Zeit zu einem niveauvollen und seriösen politischen Journal, das weit über die Grenzen Sachsen-Weimar-Eisenachs hinaus im gesamten deutschen und sogar europäischen Raum rezipiert und aufmerksam verfolgt wurde. Sie gehört zur liberalen und freiheitlich-nationalen Presse in der Zeit des deutschen Frühkonstitutionalismus. Nachdem im Januar 1818 der versuchte Abdruck eines Geheimbulletins August von Kotzebues an Zar Alexander I. von Russland in der Nemesis zu einem europaweiten Skandal führte (Kotzebue-Affäre), erschien aufgrund politischen Drucks das letzte Heft der Zeitschrift im Oktober 1818.

## Der Titel der Zeitschrift
Zunächst erwogen Luden und Bertuch den Titel „Volk und Staat“ für ihr gemeinsames Zeitschriftenprojekt. Er sollte „zeigen, wie sich das ganze politische und gesellschaftliche Leben um die beiden Pole Volk und Staat dreht“. Nachdem diese und andere Varianten von Bertuch als zu wenig zugkräftig verworfen wurden, entschied man sich für den Vorschlag von Bertuchs Sohn Carl, sie Nemesis zu nennen. Anknüpfend an den Mythos der antiken Schicksalsgöttin Nemesis, deren strafender Gerechtigkeit niemand entrinnen kann, sollte dieser Titel die historische Notwendigkeit des Zusammenbruchs der Napoleonischen Herrschaft und der angestrebten politischen Wiedergeburt des befreiten Deutschlands symbolisieren. Im ersten Heft des ersten Bandes schrieb Bertuch zur Begründung des Titels Nemesis:

„So trägt sie (Nemesis), als schön geflügelte weibliche Gestalt bald den gleich und gerecht vertheilenden Maasstab der zeitlichen Güter in der Hand, und ihr Fuß steht auf einem Rade, dem Symbol der schnellen Wandelbarkeit der weltlichen Dinge; bald zügelt sie mit einem Zaume den unbändigen und verheerenden Ehrgeiz, oder züchtigt mit der Geißel den stolzen und übermüthigen Thyrannen, oder bestraft mit Waage und Schwerdt, als göttliche Gerechtigkeit, die Verbrechen des Despoten auf dem Throne, und rächt an ihm die gemißhandelte und unterdrückte Menschheit. Bald erscheint sie mit Steuerruder und Füllhorn, und belohnt mit Volkesglück und reicher Fülle das edle Streben und die Sorgen des weisen Regenten. In ihrer höchsten, ich darf wohl sagen, religiösen Symbolik, erscheint sie mit aufgehobenem Busenschleier, und sieht sich selbst, als strafendes oder freigesprochenes Gewissen, ins eigene Herz.“

## Bedeutung der Zeitschrift
Die Nemesis tritt zunächst als antinapoleonisches Propagandablatt auf den Markt. Doch nach dem Wegfall der causa Napoleon im April 1814 wendet sich ihr Herausgeber Luden dem eigentlichen, die Zeitschrift bis zu ihrem Ende dominierenden Thema zu: dem deutschen Verfassungsdiskurs. Sich zunächst auf eine nationale Lösung fokussierend, verlagert sich infolge der Gründung des Deutschen Bundes und der damit verbundenen Enttäuschung der erhofften Nationszusammenführung das Gewicht recht schnell auf die Diskussionen um die Errichtung landständischer Verfassungen nach Artikel 13 der Bundesakte.
Im Verlaufe des Diskurses innerhalb der Zeitschrift zeigt sich der gemäßigt liberale und etatistisch orientierte Luden als Prototyp des Bildungsbürgers, der in zahlreichen eigenen Artikeln für eine repräsentativkonstitutionelle Umsetzung des Art. 13 votiert und dabei auf die liberalen Lehren der modernen Staats- und Rechtstheorie zurückgreift. Er versucht, mittels Publizität in den öffentlichen Diskurs einzugreifen und dadurch Einfluss auszuüben, was ihm auch gelingt. Die Nemesis ist bald eines der bedeutendsten politischen Journale im gesamten Sprachraum und kann dadurch den öffentlichen Diskurs um die Verfassungen der deutschen Einzelstaaten mitbestimmen.
Die Verfassungsentwicklungen im inzwischen zum Großherzogtum aufgestiegenen Sachsen-Weimar-Eisenach begleitet die Zeitschrift wohlwollend und preist den Thüringer Kleinstaat als Vorreiter der deutschen Verfassungsgebung als Vorstufe zum späteren geeinten deutschen Nationalstaat. Sie trägt auf diesem Weg die Kunde weit in den deutschen Sprachraum, dass unter Großherzog Carl August im Kleinen ausprobiert und gelebt werde, was dem folgenden Großen den Boden bereiten soll. Mit der zunehmenden Kritik der politisch restaurativen Gegner wie Metternich und Friedrich Gentz an der per Verfassung garantierten Weimarer Pressefreiheit verschärft sich auch die Position der Nemesis zunehmend.
Dass der gemäßigt liberale politische Professor Luden durch die sogenannte Kotzebue-Affäre schließlich in einen Verfassungskonflikt verwickelt wird, der weit über die Thüringer Grenzen in ganz Europa für Protest sorgt, um in Zensurforderungen und schließlich 1819 in den Karlsbader Beschlüssen zu münden, zeigt deutlich die bereits vor 1818 existierenden Radikalisierungstendenzen im Verlauf des Verfassungsdiskurses. Durch das Zusammenwirken der Weimarer Repräsentativverfassung mitsamt ihrer Pressefreiheit und den politischen Zeitschriften wie der Nemesis gerät das Großherzogtum in das Blickfeld der großen deutschen, ja europäischen Politik und wird zur Zielscheibe der restaurativen Bemühungen insbesondere aus Wien, aber auch Berlin und Petersburg.